# Юджийн Фама
Юджийн Франсис „Джен“ Фама (на английски: Eugene Francis "Gene" Fama; р. 14 февруари 1939) е американски икономист, известен със своята работа върху модерната портфолио теория и валвацията, едновременно теоретично и емпирично. Професор по финанси в Училището по бизнес към Университета в Чикаго.
Носител на Нобелова награда за икономика за 2013 г. (заедно с Ларс Питър Хансен и Робърт Шилър).